# Proença-a-Velha
Proença-a-Velha ist eine Gemeinde (Freguesia) im portugiesischen Kreis Idanha-a-Nova. In ihr leben 190 Einwohner (Stand 19. April 2021).

## Persönlichkeiten
- Félix Niza Ribeiro (1916–1989), römisch-katholischer Geistlicher, Bischof von João Belo